# Klein Grieshorn
Le Klein Grieshorn ou Piccolo Corno Gries est un sommet des Alpes situé à la frontière entre l'Italie et la Suisse, culminant à 2 928 ou 2 929 mètres d'altitude.

## Géographie
Ce sommet se situe dans les Alpes lépontines. Il se trouve sur une ligne de crête marquant la frontière entre l'Italie et la Suisse. Il marque aussi la frontière entre les cantons suisses du Tessin et du Valais.
Au sud du sommet se trouve le val Formazza dans lequel coule le Toce, affluent du Tessin. Au nord-ouest, on trouve l'Agene, un affluent du Rhône. Sur le versant nord-est, un torrent alimente le Tessin dont la source est tout proche au col du Nufenen. Ainsi, le Klein Grieshorn se trouve sur la ligne de partage des eaux entre la mer Méditerranée (par le Rhône) et la mer Adriatique (par le Tessin).